# Serie A1 2020-2021 (pallanuoto femminile)
La Serie A1 2020-2021 è stata la 37ª edizione della massima serie del campionato italiano femminile di pallanuoto. La regular season sarebbe dovuta iniziare il 10 ottobre 2020 e concludersi il 24 aprile 2021; i play-off sarebbero dovuti iniziare il 5 maggio e terminare con l'eventuale gara 5 di finale il 29 maggio.
Il 2 ottobre, in seguito alla positività al COVID-19 di alcune giocatrici di squadre partecipanti al campionato, la FIN ha deciso di rinviare l'inizio del campionato al 7 novembre.

## Squadre partecipanti
| Club              | Città          | Piscina                             | Stagione 2019-2020                            |
| ----------------- | -------------- | ----------------------------------- | --------------------------------------------- |
| Bogliasco         | Bogliasco (GE) | Stadio del Nuoto "Gianni Vassallo"  | 8ª in Serie A1                                |
| C.S.S. Verona     | Verona         | Piscina Comunale Monte Bianco       | 5ª in Serie A1                                |
| Florentia         | Firenze        | Piscina Goffredo Nannini            | 7ª in Serie A1                                |
| Orizzonte CT      | Catania        | Piscina di Nesima                   | 1ª in Serie A1                                |
| Plebiscito Padova | Padova         | Centro Sportivo del Plebiscito      | 2ª in Serie A1; vincitrice della Coppa Italia |
| SIS Roma          | Roma           | Polo acquatico Frecciarossa (Ostia) | 3ª in Serie A1                                |
| Trieste           | Trieste        | Polo Natatorio "Bruno Bianchi"      | 9ª in Serie A1                                |
| Vela Ancona       | Ancona         | Piscina del Passetto                | 10ª in Serie A1                               |

## Allenatori
| Club              | Allenatore        |
| ----------------- | ----------------- |
| Bogliasco         | Mario Sinatra     |
| C.S.S. Verona     | Paolo Zizza       |
| Florentia         | Aleksandra Cotti  |
| Orizzonte CT      | Martina Miceli    |
| Plebiscito Padova | Stefano Posterivo |
| SIS Roma          | Marco Capanna     |
| Trieste           | Ilaria Colautti   |
| Vela Ancona       | Milko Pace        |

## Prima fase

### Gironi
| Gruppo A          |
| Plebiscito Padova |
| Trieste           |
| C.S.S. Verona     |
| Bogliasco         |

| Gruppo B     |
| Orizzonte CT |
| Vela Ancona  |
| SIS Roma     |
| Florentia    |

### Gruppo A
|    | Classifica 2020-2021 | Pti | G | V | N | P | GF | GS | DR  |
| -- | -------------------- | --- | - | - | - | - | -- | -- | --- |
| 1. | Plebiscito Padova    | 18  | 6 | 6 | 0 | 0 | 87 | 46 | +41 |
| 2. | C.S.S. Verona        | 12  | 6 | 4 | 0 | 2 | 75 | 48 | +27 |
| 3. | Bogliasco            | 3   | 6 | 1 | 0 | 5 | 58 | 88 | -30 |
| 4. | Trieste              | 3   | 6 | 1 | 0 | 5 | 50 | 88 | -38 |

| 07/11-12/12/20 | 1ª giornata          | 30/01/21 |
| 6-17           | Trieste - Plebiscito | 7-17     |
| 14-8           | Verona - Bogliasco   | 17-7     |

| 28/11-19/12/20 | 2ª giornata            | 13/02/21 |
| 11-15          | Bogliasco - Plebiscito | 6-19     |
| 7-14           | Trieste - Verona       | 7-14     |

| 05/12/20 | 3ª giornata         | 20/02/21 |
| 13-9     | Bogliasco - Trieste | 13-14    |
| 9-10     | Verona - Plebiscito | 7-9      |

### Gruppo B
|    | Classifica 2020-2021 | Pti | G | V | N | P | GF  | GS  | DR  |
| -- | -------------------- | --- | - | - | - | - | --- | --- | --- |
| 1. | Orizzonte CT         | 18  | 6 | 6 | 0 | 0 | 101 | 38  | +63 |
| 2. | SIS Roma             | 12  | 6 | 4 | 0 | 2 | 61  | 40  | +31 |
| 3  | Florentia            | 3   | 6 | 1 | 0 | 5 | 34  | 67  | -33 |
| 4. | Vela Ancona          | 3   | 6 | 1 | 0 | 5 | 40  | 101 | -61 |

| 07/11/20 | 1ª giornata             | 30/01-02/02/21 |
| 26-9     | Orizzonte - Vela Ancona | 27-3           |
| 9-4      | SIS Roma - Florentia    | 15-3           |

| 21-22/11/20 | 2ª giornata            | 13/02/21 |
| 5-12        | Florentia - Orizzonte  | 6-16     |
| 9-16        | Vela Ancona - SIS Roma | 4-16     |

| 05/12/20 | 3ª giornata             | 20/02/21 |
| 9-11     | SIS Roma - Orizzonte    | 6-9      |
| 9-12     | Vela Ancona - Florentia | 6-4      |

## Seconda fase

### Gironi
| Preliminary Round Scudetto |
| C.S.S. Verona              |
| SIS Roma                   |
| Plebiscito Padova          |
| Orizzonte CT               |

| Final Round |
| Bogliasco   |
| Vela Ancona |
| Florentia   |
| Trieste     |

### Preliminary Round Scudetto
|    | Classifica 2020-2021 | Pti | G | V | N | P | GF | GS | DR  |
| -- | -------------------- | --- | - | - | - | - | -- | -- | --- |
| 1. | Plebiscito Padova    | 16  | 6 | 5 | 1 | 0 | 67 | 42 | +25 |
| 2. | Orizzonte CT         | 10  | 6 | 3 | 1 | 2 | 50 | 47 | +3  |
| 3. | SIS Roma             | 7   | 6 | 2 | 1 | 3 | 53 | 53 | 0   |
| 4. | C.S.S. Verona        | 1   | 6 | 0 | 1 | 5 | 39 | 67 | -28 |

| 06/03/21 | 1ª giornata            | 30/04-05/05/21 |
| 9-9      | Verona - SIS Roma      | 5-13           |
| 11-6     | Plebiscito - Orizzonte | 8-8            |

| 20/03-01/05/21 | 2ª giornata           | 24-25/04/21 |
| 5-11           | SIS Roma - Plebiscito | 10-15       |
| 14-7           | Orizzonte - Verona    | 9-5         |

| 03/04/21 | 3ª giornata          | 08/05/21 |
| 6-8      | SIS Roma - Orizzonte | 10-5     |
| 7-11     | Verona - Plebiscito  | 6-11     |

### Final Round
|    | Classifica 2020-2021 | Pti | G | V | N | P | GF | GS | DR  |
| -- | -------------------- | --- | - | - | - | - | -- | -- | --- |
| 1. | Florentia            | 13  | 6 | 4 | 1 | 1 | 49 | 38 | +11 |
| 2. | Bogliasco            | 13  | 6 | 4 | 1 | 1 | 43 | 42 | +1  |
| 3. | Trieste              | 6   | 6 | 2 | 0 | 4 | 45 | 45 | 0   |
| 4. | Vela Ancona          | 2   | 6 | 0 | 2 | 4 | 42 | 54 | -12 |

| 06/03/21 | 1ª giornata             | 17/04/21 |
| 11-10    | Bogliasco - Vela Ancona | 7-7      |
| 7-6      | Florentia - Trieste     | 11-9     |

| 20/03/21 | 2ª giornata             | 24/04-12/05/21 |
| 7-9      | Trieste - Bogliasco     | 3-4            |
| 8-8      | Vela Ancona - Florentia | 3-8            |

| 30/04-15/05/21 | 3ª giornata           | 08/05/21 |
| 11-7           | Trieste - Vela Ancona | 9-7      |
| 11-5           | Florentia - Bogliasco | 4-7      |

## Play-off

### Tabellone
|  | Semifinali | Semifinali        | Semifinali |              |   | Finale            | Finale | Finale |  |
|  |            |                   |            |              |   |                   |        |        |  |
|  | 1          | Plebiscito Padova | 2          |              |   |                   |        |        |  |
|  | 1          | Plebiscito Padova | 2          |              |   |                   |        |        |  |
|  | 4          | C.S.S. Verona     | 1          |              |   |                   |        |        |  |
|  | 4          | C.S.S. Verona     | 1          |              | 1 | Plebiscito Padova | 2      |        |  |
|  |            |                   |            |              | 1 | Plebiscito Padova | 2      |        |  |
|  |            |                   | 2          | Orizzonte CT | 3 |                   |        |        |  |
|  | 2          | Orizzonte CT      | 2          | Orizzonte CT | 3 | 2                 |        |        |  |
|  | 2          | Orizzonte CT      |            |              |   |                   |        |        |  |
|  | 3          | SIS Roma          | 1          |              |   |                   |        |        |  |

#### Semifinali
| Plebiscito - Verona 2-1 |                     |       |                      |
|                         |                     |       |                      |
| 14-5                    | Plebiscito - Verona | 10-15 | (2-4; 2-4; 2-5; 4-2) |
| 18-5                    | Verona - Plebiscito | 9-13  | (2-4; 2-2; 3-4; 2-3) |
| 22-5                    | Plebiscito - Verona | 16-6  | (4-2; 4-2; 5-0; 3-2) |

| Orizzonte - SIS Roma 2-1 |                      |      |                      |
|                          |                      |      |                      |
| 14-5                     | Orizzonte - SIS Roma | 11-7 | (3-2; 3-0; 3-3; 2-2) |
| 18-5                     | SIS Roma - Orizzonte | 7-5  | (0-2; 2-1; 3-2; 2-0) |
| 22-5                     | Orizzonte - SIS Roma | 10-3 | (2-0; 3-1; 2-1; 3-1) |

### Finale Scudetto
| Arbitri: | D. Bianco Franulovic |

|                                                                    |                      |                                                      |
| Cocchiere, Centanni: 4 Gottardo, Queirolo, Casson, Millo, Dario: 2 | Marcatori            | 3: Marletta 2: Garibotti, Emmolo 1: Viacava, Vuković |
| Queirolo Centanni Millo Casson Savioli                             | Tiri di rigore 4 – 3 | Garibotti Marletta Emmolo Palmieri Viacava           |

| Arbitri: | Calabrò L. Bianco |

|                                                |           |                                           |
| Ranalli: 4 Savioli, Queirolo, Casson, Dario: 1 | Marcatori | 3: Marletta, Vuković 2: Viacava 1: Aiello |

| Arbitri: | Gomez Brasiliano |

|                                                              |                      |                                                                              |
| Marletta: 5 Emmolo: 2 Ioannou, Garibotti, Viacava, Barzon: 1 | Marcatori            | 2: Savioli, Dario, Cocchiere 1: Gottardo, Queirolo, Millo, Ranalli, Centanni |
| Garibotti Marletta Emmolo Viacava                            | Tiri di rigore 1 – 3 | Queirolo Dario Ranalli Savioli                                               |

| Arbitri: | Severo Navarra |

|                                                           |                      |                                             |
| Ioannou, Garibotti, Viacava, Aiello, Vuković, Riccioli: 1 | Marcatori            | 3: Ranalli 1: Queirolo, Cocchiere, Centanni |
| Barzon Marletta Palmieri Vuković                          | Tiri di rigore 4 – 2 | Queirolo Centanni Ranalli Millo             |

| Arbitri: | Colombo Pinato |

|                                                    |                      |                                                                          |
| Queirolo: 6 Savioli, Dario, Cocchiere, Centanni: 1 | Marcatori            | 3: Vuković 2: Marletta 1: Garibotti, Viacava, Aiello, Palmieri, Riccioli |
| Queirolo Centanni Meggiato                         | Tiri di rigore 1 – 4 | Barzon Marletta Vuković Emmolo                                           |

### Finale per il 3º posto
| Arbitri: | Nicolosi Ferrari |

|                                                                                        |           |                                                    |
| Avegno: 4 Tabani, Picozzi: 3 Galardi, Giustini: 2 Chiappini, Sinigaglia, Iannarelli: 1 | Marcatori | 2: Marcialis, Marchetti, Bianconi 1: Zanetta, Borg |

## Verdetti
- Orizzonte CT: campione d'Italia.